# Acacia longispicata
Acacia longispicata — вид квіткових рослин з родини бобових. Ареал: Австралія (Квінсленд).

## Середовище
Вид часто розташований на схилах пагорбів і вздовж доріг, росте на піщано-червоних і часто скелетних ґрунтах як частина евкаліптових лісових угруповань.

## Біоморфологічна характеристика
Це випростане одностовбурне дерево зазвичай досягає 10 метрів у висоту. Кора гладка до верхівки дерева та шорстка та волокниста біля основи. Він має міцні кутасті гілочки від коричнево-жовтого до темно-бордового кольору. Шкірясті, сріблясто-зелені філодії мають дуже вузькоеліптичну або еліптичну форму, плоску та злегка серпувату, у довжину від 9 до 19 см і ширину від 10 до 44 мм і можуть бути голими або злегка запушеними з трьома помітними головними жилками. Цвіте з червня по вересень, утворюючи квітконоси завдовжки від 6 до 12 см із золотистими квітками.